# Space Crafter
 (août 2018).
Si vous disposez d'ouvrages ou d'articles de référence ou si vous connaissez des sites web de qualité traitant du thème abordé ici, merci de compléter l'article en donnant les références utiles à sa vérifiabilité et en les liant à la section « Notes et références ».
SpaceCrafter est un logiciel libre de planétarium, sous licence GNU GPL, disponible pour GNU/Linux et Windows. Il utilise Vulkan pour afficher le ciel de manière photo-réaliste en temps réel. Il est ainsi possible de simuler sur un dôme en projection fisheye ce que l'on verrait réellement à l'œil nu, aux jumelles ou avec un petit télescope.

## Historique
En 2009, une branche de Nightshade Legacy, lui même provenant de Stellarium a été créée par le LSS Open Project sous le nom de Stellarium 360 (dans l'esprit d'être dédié aux dômes de planétarium exclusivement) qui deviendra ensuite SpaceCrafter.

## Fonctionnalités

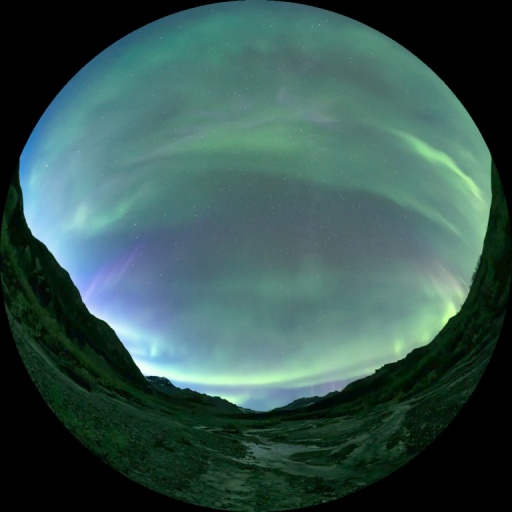
Les réglages du logiciel permettent d'obtenir un rendu réaliste (proche de ce qu'on verrait à l'œil nu).

Comme tout logiciel de planétarium, le principe de SpaceCrafter est d'afficher les étoiles et objets célestes à leur emplacement correct (qui dépend de la position de l'observateur et de l'heure), en affichant optionnellement leur nom (pour les identifier), et en permettant à l'utilisateur de librement zoomer et parcourir la voûte céleste virtuelle.
Le logiciel possède un catalogue de base de plus de 600 000 étoiles, et plus de 210 millions d'étoiles peuvent être ajoutées en téléchargeant des catalogues supplémentaires.
SpaceCrafter inclut également des images des planètes, satellites et astéroïdes du système solaire, des images de plusieurs nébuleuses (en particulier des objets du catalogue Messier), et des représentations artistiques des constellations.

### Lieu d'observation
Le logiciel permet de choisir la position de l'observateur, grâce à des emplacements (villes) prédéfinis ou en entrant directement les coordonnées, incluant l'altitude. Il permet aussi d'observer depuis la plupart des planètes du système solaire, et depuis le Soleil lui-même.
Avec d'autres catalogues, on peut même se rendre sur la plupart des exoplanètes et distinguer le ciel depuis ces positions lointaines, ou bien encore sortir de la Galaxie.

### Contrôle du temps
Par défaut, le logiciel se règle sur l'heure courante. Il est possible de choisir directement une date et une heure dans le passé ou dans le futur, par exemple pour simuler une éclipse historique ou à venir. Il est également possible d'accélérer ou de ralentir l'écoulement du temps (ce qui peut être utile pour visualiser facilement le déplacement des planètes sur leur orbite), ou de le mettre en pause.

### Luminosité du ciel
Le logiciel prend en compte la réfraction de la lumière du Soleil dans l'atmosphère, ce qui est particulièrement important pour simuler de façon réaliste les périodes de lever et coucher du Soleil. Il permet de régler la clarté (transparence et luminosité) du ciel nocturne, selon des niveaux correspondant approximativement à l'échelle de Bortle, pour simuler l'observation depuis des lieux plus ou moins affectés par la pollution lumineuse. La Voie lactée n'est ainsi visible qu'avec un niveau bas de pollution lumineuse.

### Adaptation à l'obscurité
Le logiciel simule l'éblouissement causé par la présence d'un objet très lumineux dans le champ de vision, tel que la Lune, et adapte le nombre d'étoiles visible en conséquence. Il possède aussi un mode « nuit » qui colore l'interface en rouge, la lumière rouge étant supposée moins affecter la vision nocturne de l'utilisateur que les autres couleurs[réf. nécessaire] (bien que cela dépende surtout des réglages de l'écran).

### Cosmogonies

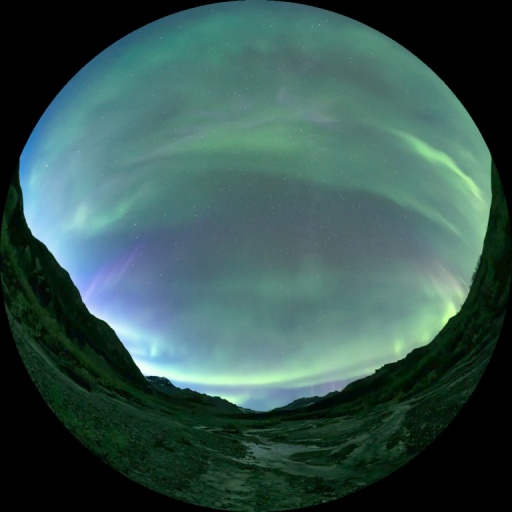
Représentations artistiques des constellations de la « culture occidentale ».

SpaceCrafter est fourni avec plusieurs cosmogonies (ou « cultures ») compatibles avec Stellarium. Il s'agit d'ensembles de lignes de constellations, de dessins de constellations, et de noms d'étoiles, qui traduisent la façon dont différents peuples du monde voyaient le ciel nocturne avant que la représentation moderne ne s'impose. Cette dernière est d'ailleurs incluse comme une cosmogonie parmi d'autres, sous le nom de « culture occidentale ».

### Terrains
Plusieurs terrains sont fournis de base pour simuler l'observation depuis des lieux différents (champs, montagnes, forêt, océan, Lune…). L'utilisateur peut en télécharger d'autres, mais il peut aussi en créer un à partir de photos de son propre lieu d'observation habituel.

### Projection sur un dôme
Deux modes de projections sont disponibles. L'un destiné à un équipement matériel de projection de planétarium pour projeter la voûte céleste depuis un dôme, l'autre permettant de projeter sur une boule.